# De Jongh (geslacht)
De Jongh (ook: De Jongh van Son) is een Nederlands geslacht waarvan leden vanaf 1652 tot ver in de 19e eeuw bestuursfuncties vervulden rond Hedikhuizen en Raamsdonk waarvan ze ook de heerlijke rechten bezaten.

## Geschiedenis
De bewezen stamreeks begint met Adriaen Jansz. de Jongh die in 1652 als burgemeester van Wijk vermeld wordt. Zijn zoon Jan de Jongh de Jongste (†1725) werd de eerste heer en bestuurder van Hedikhuizen van dit geslacht. Vanaf omstreeks het midden van de 18e eeuw bewoonden leden van het geslacht het huis Haarsteeg dat tot ver in de 20e eeuw in zijn bezit zou blijven. Begin 18e eeuw verwierf het geslacht de heerlijkheid Hedikhuizen dat tot 1856 in zijn bezit zou blijven. Na huwelijk in 1749 werd het geslacht heer van Raamsdonk, hetgeen tot 1878 in het geslacht zou blijven.
Na een huwelijk in 1749 ontstond een tak met de dubbele geslachtsnaam De Jongh van Son.

## Enkele telgen
Jan de Jongh de Jongste, heer van Hedikhuizen (†1725), schout van Hedikhuizen, schepen van Vlijmen, heemraad Hoge Maasdijk ‘s Lands van Heusden
- Johan de Jongh (1704-1751), schout van Hedikhuizen en Haarsteeg
  - Hendrik de Jongh (1732-1813), burgemeester van Hedikhuizen, drossaard van Drunen, secretaris van Drunen en Hedikhuizen
    - Mr. Johan de Jongh, heer van Hedikhuizen (1766-1833), schepen van Zuilichem, later schepen en raad van Zaltbommel
      - Hendrika Johanna de Jongh, vrouwe van Hedikhuizen (1795-1856); trouwde in 1822 met Frans Ludolf Albrecht von Stürler (1796-1890), luitenant, telg uit het geslacht De Sturler
        - Wilhelmina Elisabeth Johanna Paulina von Sturler (1823-1895); trouwde in 1857 met jhr. Johan Stern, ambachtsheer van Hedikhuizen (1819-1892), waarna de heerlijkheid overging naar het geslacht Stern

      - Abraham de Jongh (1768-1803), heemraad Hoge Maasdijk Land van Heusden
        - Hendrikus Cornelis de Jongh, heer van Herpt (en Bern) (1793-1854), burgemeester van Hedikhuizen en van Herpt en Bern, dijkgraaf Hoge Maasdijk Land van Heusden
          - Hendrik Abraham de Jongh (1839-1899), voorzitter Waterschappen De Algemene Omkading onder Vlijmen c.a. en De Binnenpolder van Hedikhuizen, wethouder te Hedikhuizen
            - Hendrika Andreëtta de Jongh (1872-1918); trouwde in 1912 met Johannes Pieter Werther (1874-1960), laatste bewoners van huis Haarsteeg uit dit geslacht

          - Christiaan Johan de Jongh (1842-1894), wijnkoper
            - Hendrik Cornelis de Jongh (1873-1937), dijkgraaf Bommelerwaard boven de Meidijk, eerste voorzitter Unie van Waterschappen

          - Willem de Jongh, heer van Herpt (en Bern) (1845-1896)
- Arnoldus de Jongh (1705->1768), secretaris en schout van Hedikhuizen
- Leonardus de Jongh, heer van Hedikhuizen (1717-1778), schout van Raamsdonk; trouwde in 1749 met Anna Elisabeth Geertruy van Son, vrouwe van Raamsdonk (1726-1789), dochter van Simon, heer van Raamsdonk, telg uit het geslacht Van Son
  - Mr. Simon de Jongh van Son, heer van Raamsdonk (1758-1820), schepen van Dordrecht, burgemeester van Raamsdonk, dijkgraaf, lid Staten van Brabant
    - Johanna Elisabeth Geertruy de Jongh van Son (1792-1821); trouwde in 1816 met mr. Matthias Philippus Stoop (1788-1829), maire van Dubbeldam, vrederechter te Ridderkerk, telg uit het geslacht Stoop
    - Leonard Simon de Jongh van Son, heer van Raamsdonk (1796-1878), burgemeester van Raamsdonk

  - Mr. Johan de Jongh, heer van Hedikhuizen (1759-1803), schepen te Dordrecht, lid Wetgevend Lichaam

Geslachten die opgenomen zijn in het sinds 1910 verschijnende genealogische naslagwerk Nederland's Patriciaat. Lijst volgens opgave van het CBG Centrum voor familiegeschiedenis.
A · B · C · D · E · F · G · H · I · J · K · L · M · N · O · P · Q · R · S · T · U · V · W · Y · Z